# Waldsassen
Waldsassen é uma cidade da Alemanha localizado no distrito de Tirschenreuth, região administrativa de Oberpfalz, estado da Baviera.